# Museum Ovartaci
Museum Ovartaci (tidligere Museet, Psykiatrisk Hospital i Århus) er et kombineret kunstmuseum og psykiatrisk historisk museum, der ligger på Olof Palmes Allé i det nordlige Aarhus. Museet er opkaldt efter Louis Marcussen med kunstnernavnet Ovartaci, som var patient på Jydske Asyl fra 1929 til sin død i 1985. Her levede og arbejdede han med sin kunst i 56 år. 
Sommeren 2001 fik Museet dets tidligere lokaler på Psykiatrisk Hospital i Risskov i den oprindelige lave længe fra 1852, bygning 25 på sydsiden af hospitalets hovedgård. Inden da havde samlingen af kunst og psykiatrihistoriske effekter, flyttet rundt i forskellige bygninger på hospitalet, deriblandt et beskyttelsesrum under 2. verdenskrig, siden hospitalssforvalter Albert Lund omkring 1900 startede indsamlingen af genstande, patienterne havde skabt.
Museet har værksteder, et børneatelier og et forlag. Museets mål er at øge forståelsen for og åbenhed omkring psykiske lidelser, nedbryde tabuer og medvirke til at eliminere diskrimineringen af psykiske syge. Der er udstillinger om hospitalet i Risskovs historie, kunst lavet af mennesker med psykiske lidelser, om kreativitet som hjælp til selvhjælp for mennesker med psykiske lidelser, samt om psykiske lidelser, psykiatrisk behandling og om de psykiatriske institutioner.
Den psykiatrihistoriske samling viser blandt andet tidstypiske møbler fra 1., 2. og 3. forplejningsklasse, køkkentøj, lægeinstrumenter, patientarbejder og værktøj fra hospitalets værksteder, og en plancheudstilling om psykiatriens historie og fotos fra livet på Jydske Asyl. Udstillingen giver et indblik i en række menneskeskæbner, og spejler samtidig det omgivende samfunds tankesæt gennem tiderne.
Kunstsamlingen består af værker der er skabt af kunstnere med psykiske problemer, og råder over ca. 9.000 værker.

## Museets historie
Fra 1902 til 1940 samlede hos hospitalets forvalter Albert Lund genstande, som patienterne havde givet ham som tak for hans interesse for dem. Plejer Sigvardt Estrup samlede fra 1921 disse genstande og supplerede dem med yderligere et antal genstande, og professor Erik Robert Volter Strömgren anvendte samlingen i sin undervisning af personale og medicinstuderende. I flere år lå samlingen i nogle kasser på hospitalets loft. Efter 2. Verdenskrig overlod hospitalets ledelse ham nogle ledige kælderrum, hvor han gik i gang med at arrangere samlingen.
1951 fik museet et lokale i loftsetagen i hovedbygningen, men efter Estrups død i 1965 ophørte indsamlingen af materialer til museet. Samlingen blev fortsat anvendt i undervisningen af hospitalets personale og medicinsk studerende.
1975 blev samlingen flyttet til de tidligere beskæftigelsesterapeutiske lokaler i den gamle hovedbygning, hvor en del af Kunstmuseet blev indrettet. Alle genstandene blev registrerede og fotograferet. 1979 blev de tidligere museumslokaler i hovedbygningens loftsetage inddraget som museumsværksted, og fra 1983 til 1995 blev 9 rum i indrettet til separatudstillinger og atelier. Museets rammer blev gradvist udvidet fra de oprindelige lokaler et museum, der var lukket for offentligheden, til et åbent museum på ca. 1.400 m² i 1996 med en række aktiviteter, herunder en række åbne værksteder/atelierer for patienter på hospitalet og psykiatribrugere i det hele taget. Efterhånden er kunst og den psykiatrihistoriske samling udvidet, bl.a. gennem gaver, indkøb og ved at hospitalspersonalet er opmærksomme på, at visse genstande kan være interessante for museet.
2019 flyttede Museet til midlertidige lokaler på Katrinebjergvej og i 2023 åbnede det i endelige lokaler i den tidligere journalisthøjskole på Oluf Palmes Alle.
I 2022 var  Museum Ovartaci repræsenteret på Venedig Biennalen 

## Andre museer med samme tema
- Museum Outsider Art i Randers, er et museum med fokus på outsiderkunst og drevet i et samarbejde mellem mennesker med særlige behov og ordinært ansat, professionelt personale.
- Trastad Samlinger, Borkenes, Norge, er et museum som viser de udviklingshæmmedes kunst, kultur, historie og hverdag, og hvordan de udvikler sig ved at udtrykke sig kunstnerisk.
- Sammlung Prinzhorn, Heidelberg, Tyskland Sammlung Prinzhorn er et museum for historiske værker fra psykiatriske anstalter
- Museele, Göppingen, Tyskland, er et psykiatrisk historisk museum, som åbnede i 2004.
- Het Dolhuys, Haarlem, Holland, er et nationalt museum for psykiatri.